# Jorge Scaff
Jorge Scaff (Rio Brilhante, 7 de dezembro de 1928 — Londrina, 7 de junho de 2014) foi um técnico de futebol e político brasileiro.

## Biografia
Integrou a comissão técnica do Atlético Paranaense, mas foi no Londrina Esporte Clube que ele teve destaque no futebol.
Foi presidente do Grêmio Literário e Recreativo Londrinense, durante 23 anos. Também teve atuação intensa na política, passando pelos cargos de vereador, presidente da Câmara Municipal e prefeito, assumindo um "mandato tampão" em 2000, quando o então prefeito Antonio Belinati foi cassado.
O vice-prefeito eleito em 1996, Alex Canziani, havia renunciado em 1999, para assumir uma vaga de deputado na Câmara Federal, para qual tinha sido eleito no ano anterior. Com o cargo de prefeito vago após a cassação de Belinati, Scaff, então presidente da Câmara, assumiu o cargo, ficando inelegível nas eleições que viriam, em outubro de 2000.
Em um acordo com os demais vereadores, foi eleito pela Câmara Municipal de Londrina em 14 de julho de 2000, tomando posse no dia 18 de julho. Para assumir, precisou renunciar ao mandato de vereador.
Ocupou o cargo até 1 de janeiro de 2001, quando o transferiu à Nedson Luiz Micheleti. Após a experiência, deixou a política.

## Morte
Scaff tinha insuficiência renal e faleceu no dia 9 de junho de 2014 vítima de parada respiratória. Estava internado por problemas cardíacos havia duas semanas.